# Sofrana-Inseln
Die Sofrana-Inseln (griechisch νησίδες Σοφρανά nisídes Sofraná) sind eine kleine Gruppe dreier Felseninseln im Karpathischen Meer, rund 55 Kilometer südlich der Insel Astypalea mit einer Gesamtfläche von rund 1,4 km². Weitere näher gelegene Inseln sind die Kykladen-Insel Anafi rund 56 Kilometer nordwestlich und Karpathos, rund 75 Kilometer südöstlich gelegen. Die Eilande werden durch die Gemeinde Astypalea der griechischen Region Südliche Ägäis verwaltet. Der Name der namensgebenden Hauptinsel, die auch Zaforas genannt wird, hängt mit der griechischen Bezeichnung zaforá ζαφορά ‚Safran‘ zusammen, was auf die in der Ägäis verbreitete Krokus-Art Crocus cartwrightianus verweist. Der italienische Name der Hauptinsel ist Zafrana (italienisch zafferano ‚Safran‘).
Mit 1,281 km² Fläche ist Megalo Sofrano das mit Abstand größte der Eilande, es folgt Mikro Sofrano mit 0,104 km².

## Die einzelnen Inseln
| Name                          | griechischer Name                                        | Fläche km² | Lage                          |
| ----------------------------- | -------------------------------------------------------- | ---------- | ----------------------------- |
| Zaforas/Zafora/Megalo Sofrano | Ζαφοράς (m. sg.)/Ζαφορά (f. sg.)/Μεγάλο Σοφράνο (n. sg.) | 1,281      | 36° 04′ 25″ N, 026° 24′ 03″ O |
| Sochas                        | Σοχάς (m. sg.)                                           | 0,032      | 36° 03′ 27″ N, 026° 24′ 17″ O |
| Mikro Sofrano                 | Μικρό Σοφράνο (n. sg.)                                   | 0,104      | 36° 02′ 50″ N, 026° 24′ 34″ O |

## Natur
Aufgrund ihrer abgeschiedenen Lage und da sie von tiefem Meer umgeben sind, stellen die Inseln einen wichtigen Rastplatz für Zugvögel sowie Brutgebiet für Seevögel und ein bedeutendes terrestrisches Ökosystem dar. Die Flora ist durch die Anwesenheit von Endemiten und sogenannten „Kleininsel-Spezialisten“ gekennzeichnet.

### Flora
Die Vegetation ist von Phrygana-Beständen und im Küstenbereich von Halophyten geprägt. Bedeutend ist das Vorkommen der "Kleininsel-Spezialisten" Silene holzmannii auf Mikro Sofrano, der Hundskamille Anthemis scopulorum und der Felsenbewohnerin Asperula tournefortii sowie weiterer Ägäis-Endemiten.

### Fauna
Außerdem kommen einige seltene Reptilienarten wie der Ägäische Nacktfinger (Mediodactylus kotschyi) und mit Podarcis erhardii zafranae eine endemische Unterart der Kykladen-Mauereidechse vor.

### Naturschutz
Zusammen mit anderen unbewohnten Felseninseln bilden die Sofrana-Inseln im Natura 2000 Schutzgebietsnetzwerk in der südlichen Ägäis ein Gebiet von gemeinschaftlicher Bedeutung (SCI) GR 4210011 Vrachonisia Egeou: Velopoula, Falkonera, Ananes, Christiana, Pachia, Fteno, Makra, Astakidonisia, Syrna Gyro Nisia (Βραχονήσια Νοτίου Αιγαίου: Βελοπούλα, Φαλκονέρα, Ανάνες, Χριστιανά, Παχειά, Φτενό, Μακρά, Αστακιδονήσια, Σύρνα-Γύρω νησιά).
Wegen ihrer Bedeutung für seltene, hier brütende Vogelarten wie Eleonorenfalke (Falco eleonorae) und Korallenmöwe (Larus audouinii) sind die Inseln als Europäisches Vogelschutzgebiet GR4210023 Inseln des Karpathischen Meers: Megalo Sofano, Sochas, Mikro Sofrano, Avgo, Divounia, Chamili, Astakidonisia (Νησίδες Καρπάθιου Πελάγους: Μεγάλο Σοφράνο, Σοχάς, Μικρό Σοφράνο, Αυγό, Διβούνια, Χαμηλή, Αστακιδονήσια) ausgewiesen und als „Important Bird Area“ GR173 Islets of Karpathian Sea (GR173 Νησίδες Καρπάθιου Πελάγους) eingestuft.